# Teoria de la dependència conceptual
La teoria de la dependència conceptual és un model de comprensió del llenguatge natural usat en sistemes d'intel·ligència artificial.
Roger Schank va introduir el model a la Universitat Stanford en 1969, en els primers moments d'investigació d'intel·ligència artificial. Aquest model va ser àmpliament utilitzat pels estudiants de Schank a la Universitat Yale, com ara Robert Wilensky, Wendy Lehnert, i Janet Kolodner.
Schank desenvolupà el model per representar el coneixement per a l'entrada del llenguatge natural als ordinadors. Parcialment influenciat per l'obra de Sydney Lamb, el seu objectiu era fer que el significat independent de les paraules utilitzades en l'entrada, és a dir dues frases idèntiques en el seu significat, tingués una representació única. El sistema també tenia la intenció d'extreure inferències lògiques.
El model usava els següents símbols de representació bàsics:
* Objectes del món real, cadascun amb alguns atributs.
*  Accions del món real, cadascuna amb atributs
* Temps
* Ubicacions
Un conjunt de transicions conceptuals actuaren després en aquesta representació, per exemple un ATRANS és usat per representar una transferència com "donar " o " prendre", mentre que un PTRANS s'utilitza per actuar en llocs com "moure" "anar". Un MTRANS representa actes mentals com "dir", etc.
Una frase com "Joan va donar un llibre a Maria" es representa llavors com l'acció d'un ATRANS en dos objectes del món real Joan i Maria.